# موشيه لاندو
موشيه لاندو (بالعبرية: משה לנדוי‏) (بالألمانية: Moshe Landau)‏ هو قاضي إسرائيلي وألماني، ولد في 29 أبريل 1912 في غدانسك في بولندا، وتوفي في 1 مايو 2011 في القدس في إسرائيل بسبب نوبة قلبية.

## وصلات خارجية
- موشيه لاندو على موقع مونزينجر (الألمانية)